# Passion (film, 1982)
Pour les articles homonymes, voir Passion.
Série Trilogie du sublime
Prénom Carmen
(1983)
Pour plus de détails, voir Fiche technique et Distribution.
Passion est un film dramatique franco-suisse réalisé par Jean-Luc Godard et sorti en 1982.
À l'instar de son précédent film Sauve qui peut (la vie), Passion marque pour Godard un retour à une cinématographie plus traditionnelle après sa turbulente période d'expérimentation esthétique et politique des années 1970. Jean-Luc Godard ressent en effet le besoin de réaliser trois « vrais » films, trois longs métrages qui se situent pratiquement aux antipodes de sa cinématographie théorisée depuis 1968 : des films qui atteignent la perfection de l'image, en déférence à une esthétique du sublime. Passion est le premier des trois en 1982, il sera suivi de Prénom Carmen en 1983 et de Je vous salue, Marie l'année suivante : une véritable trilogie du classicisme, du point de vue de la critique, ou de la perfection, du point de vue de la technique, ou encore de la virginité, dans le langage de la morale.

## Synopsis
Un réalisateur polonais nommé Jerzy tourne un film intitulé Passion dans un studio en Suisse. L'équipe loge dans un motel voisin appartenant à Hanna, une belle femme d'une trentaine d'années qui est devenue la maîtresse du réalisateur.
Le mari d'Hanna, Michel Boulard, possède une petite usine dans laquelle une grève a lieu. Isabelle, une jeune ouvrière bègue qui est à son tour la maîtresse de Jerzy, se distingue parmi les militants. Hanna le sait et, par jalousie, demande à son mari de la renvoyer.
Pendant ce temps, le tournage a lieu dans les studios voisins ; des figurants posant devant les caméras recréent le tableau de Rembrandt La Ronde de nuit, sous les lumières de la scène. Le producteur Laszlo ne cache pas son inquiétude car il est clair que le film n'a pas de véritable histoire ; la secrétaire de production Sophie est d'accord avec lui. Jerzy reconstitue d'autres tableaux vivants à partir des peintures de Goya : les soldats français et les insurgés du Tres de mayo 1808, La Maja nue et La Famille de Charles IV.
Sophie découvre que son collègue Patrick, avec qui elle a une liaison, lui préfère la figurante Magali ; de plus, Patrick change facilement de femme, suscitant la jalousie de Boulard, qui est par ailleurs au courant de la relation entre sa femme et le réalisateur. Patrick et Sophie se rendent à l'usine à la recherche de figurants pour les tableaux. Pendant ce temps, une reconstitution du Bain turc d'Ingres est prête dans les studios, mais Jerzy n'est pas sur le plateau ; on l'appelle au téléphone, il montre à Hanna des images qu'il a prises d'elle lors d'une audition de film ; il lui a demandé de jouer dans son film mais elle refuse car elle ne veut pas se déshabiller et considère que jouer ressemble trop à faire l'amour.
Le producteur italien arrive sur le plateau, inquiet de l'avancement des travaux et du fait que le producteur Laszlo n'a pas encore réussi à vendre le film. Pour le tableau de La Baigneuse Valpinçon, le réalisateur utilise une nouvelle figurante, la nièce de Boulard. La jeune et belle fille est sourde et muette, Jerzy doit lui indiquer par le geste ce qu'il attend d'elle, puis l'observe envoûtée alors qu'elle flotte dans l'eau de la piscine.
Face aux difficultés auquel il fait face pour poursuivre son travail, Jerzy envisage de tout abandonner et de rentrer en Pologne. Il semble également déchiré entre Hanna et Isabelle. Cette dernière, licenciée par Boulard, tente par tous les moyens de retourner à l'usine mais est bloquée et chassée par un policier. Le tableau de L'Entrée des Croisés à Constantinople de Delacroix est composé dans la confusion de figurants à cheval qui s'amusent à poursuivre des figurants à pied.
Un créancier exaspéré qui assiège Boulard depuis un certain temps blesse accidentellement Jerzy avec un couteau ; il est immédiatement secouru par Sarah, une femme de chambre du motel, qui est clairement amoureuse de lui, puis c'est Isabelle qui s'occupe de lui. Hanna arrive après qu'ils ont fait l'amour. La Lutte de Jacob avec l'Ange de Delacroix est mise en scène, Laszlo ayant reçu une offre de coproduction de la MGM qui pourrait sauver le film, mais il est nécessaire pour ce faire de déplacer le tournage à Hollywood. Jerzy refuse.
Isabelle accepte une somme de Boulard pour ne pas faire appel de son licenciement. Elle serait prête à suivre Jerzy en Pologne s'il décidait d'arrêter. Dans l'incertitude, le travail se poursuit avec le tableau de L'Assomption de la Vierge du Greco. Hanna part à la recherche de Jerzy sur le plateau, pour la première fois en plein air, mais il est trop tard : ils sont tous déjà partis, abandonnant dans la neige la reconstitution d'un voilier en bois destiné au tableau du Pèlerinage à l'île de Cythère de Watteau. Hanna rencontre Isabelle à la place et elles décident de partir ensemble en Pologne.
Dès que Jerzy l'apprend, il monte dans sa voiture pour les suivre mais rencontre la femme de chambre Sarah qui marche le long de la route et l'invite à monter dans la voiture.

## Fiche technique
- Titre original : Passion
- Réalisation : Jean-Luc Godard, assisté d'Alain Tasma
- Scénario : Jean-Luc Godard et Jean-Claude Carrière
- Photographie : Raoul Coutard
- Montage : Jean-Luc Godard
- Musique : Maurice Ravel, Wolfgang Amadeus Mozart, Antonín Dvořák, Ludwig van Beethoven, Gabriel Fauré, Léo Ferré
- Son : François Musy
- Décors : Jean Bauer et Serge Marzolff
- Costumes : Christian Gasc et Rosalie Varda
- Production : Armand Barbault, Martine Marignac et Catherine Lapoujade
- Producteur délégué : Alain Sarde
- Sociétés de production : Sara Films, Sonimage, Films A2 (Paris) - Film et Vidéo Productions S.A (Lausanne) SSR
- Distribution : Parafrance
- Studio : Paris-Studios-Cinéma (Studios de Billancourt)
- Pays de production :  France -  Suisse
- Langue originale : français
- Format : Couleurs Eastmancolor - Son mono
- Genre : drame
- Durée : 88 minutes
- Date de sortie : 
  - France : 24 mai 1982 (Festival de Cannes 1982) ; 26 mai 1982 (sortie nationale)
  - Suisse : 12 novembre 1982

## Distribution
- Isabelle Huppert : Isabelle
- Hanna Schygulla : Hanna, l'actrice
- Michel Piccoli : Michel Boulard
- Jerzy Radziwilowicz : Jerzy, metteur en scène
- László Szabó : Laszlo, le producteur
- Jean-François Stévenin : Le machiniste
- Patrick Bonnel : Bonnel
- Sophie Loucachevsky
- Ezio Ambrosetti
- Myriem Roussel
- Magaly Champos
- Barbara Tissier

## Production

La Ronde de nuit de Rembrandt.

Le tournage de Passion a commencé fin novembre 1981, les extérieurs sur les rives du lac Léman près de Nyon, les intérieurs (en janvier 1982) dans les studios de Billancourt à Paris. Il faisait si froid que la caméra Aäton 35 mm, enfin réglée par Jean-Pierre Beauviala sur les instructions de Godard, tombait souvent en panne. Le réalisateur, extrêmement exigeant, demande le maximum à son équipe et à son matériel, et vit le tournage comme une véritable souffrance. Sophie Loucachevsky, qui joue le rôle de la secrétaire de production, se souvient :

« Dans le froid et la neige, nous attendions en petites tenues et en nuisettes dehors, tandis que Godard, isolé dans une voiture, pleurait longuement en serrant un ours en pelouche contre lui. »

— Sophie Loucachevsky
Le réalisateur rencontre Hanna Schygulla à Hollywood, dans les studios Zoetrope où Francis Ford Coppola est en train de tourner Coup de cœur avec l'utilisation de techniques vidéo que Godard avait expérimentées les années précédentes. Il propose immédiatement à l'actrice allemande de jouer dans son prochain film, elle demande à voir un synopsis de quelques pages avant de se décider. Il lui envoie un brouillon de 3 pages traduit en anglais fin janvier 1981, intitulé Passion: Work and Love, qui constitue le premier titre ; la version originale française montre cette phase d'introduction :

« Premiers éléments écrits dans un aéroport fermé par la neige qui tombait avec passion, à la demande de Hanna Schygulla pour le film provisoirement intitulé Passion. »

— Jean-Luc Godard

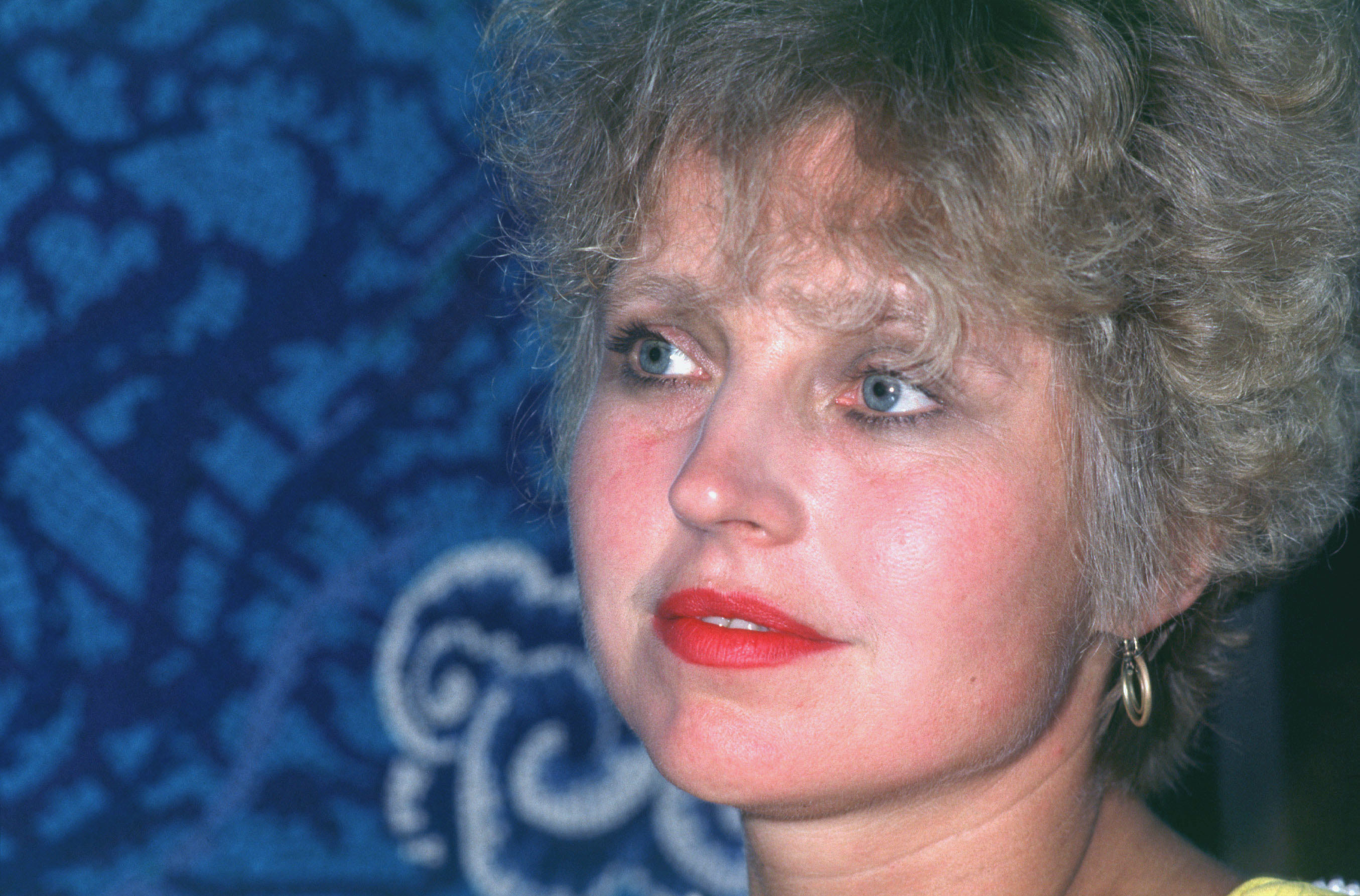
L'actrice allemande Hanna Schygulla à la Mostra de Venise 1982.

Le projet est un remake de Toni (1935), un film de Jean Renoir, mais l'idée disparaît presque immédiatement car les héritiers du réalisateur français décédé en 1979 ne veulent pas céder les droits. Le passage de Toni à Passion se fera grâce à la présence de Godard sur le plateau de Coup de cœur ; c'est là qu'il tourne le métrage pour une sorte de making-of qu'il avait l'intention d'appeler Anatomy of a shot, qui ne verra jamais le jour : cependant, l'idée d'un film sur la naissance d'un film restera. Quoi qu'il en soit, les gros plans préparatoires qu'il réalise sur le visage d'Hanna Schygulla seront inclus dans le film : ce sont les images que Jerzy et Hanna visionnent chez elle, lorsqu'il tente de la convaincre de jouer.
Jean-Claude Carrière a également participé au scénario (entendu au sens godardien, c'est-à-dire une discussion de groupe sur le caractère des personnages et l'intrigue), jusqu'à ce qu'il parte au Mexique pour aider Luis Buñuel à écrire son autobiographie, qui sera publiée à titre posthume sous le titre Mon Dernier Soupir.

Tres de mayo de Francisco de Goya.

Pour le rôle du réalisateur, son alter ego, Godard a voulu l'acteur polonais Jerzy Radziwiłowicz, qui grâce à ses prestations dans les films d'Andrzej Wajda est devenu l'un des symboles de la lutte syndicale de Solidarność. Isabelle Huppert, quant à elle, incarne un personnage difficile, une syndicaliste catholique inspirée par la figure de Simone Weil. Pour ce rôle, Godard, comme d'habitude plutôt sadique avec ses acteurs, l'oblige à jouer le bégaiement et l'envoie travailler pour de vrai dans une usine pendant quelques jours, afin qu'elle puisse s'identifier à lui. Il exige également qu'elle mette par écrit ses pensées et considérations, qu'elle utilisera ensuite dans le dialogue ; Huppert triche et copie des passages de Samuel Beckett, mais Godard le remarque et entre dans une colère noire.

## Analyse critique

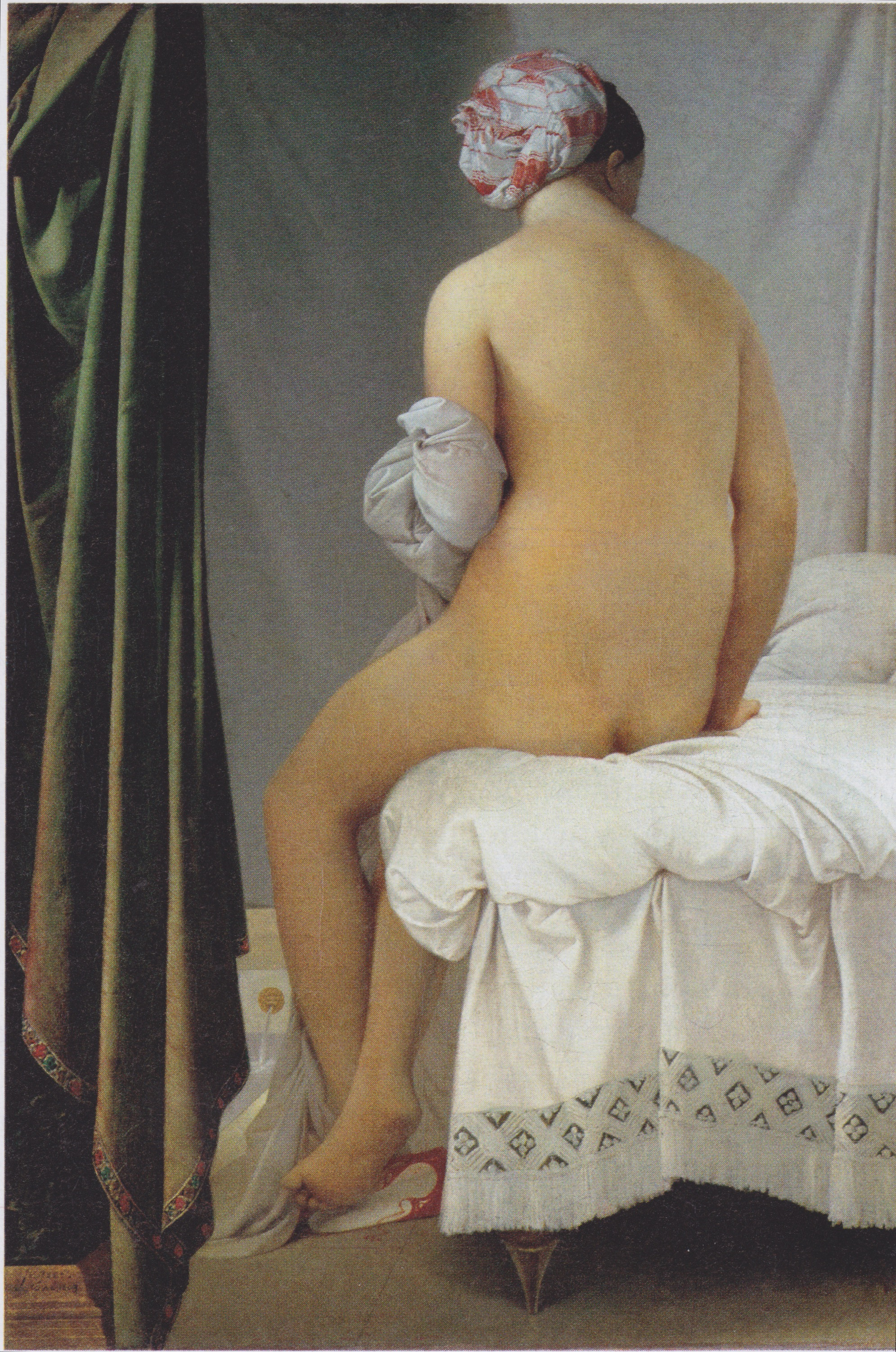
La Baigneuse Valpinçon d'Ingres.

Certains détails de Passion ne sont pas sans rappeler Le Mépris, un autre film de Godard sorti vingt ans plus tôt : la présence de Michel Piccoli dans l'un des rôles principaux, par exemple, ou les dialogues en différentes langues (dans ce film, cependant, ils ne sont pas répétés en français par un autre personnage), ou l'atmosphère qui oscille entre vie moderne et classicisme.
La narration oscille entre deux plans, représentés par les plans d'intérieur et d'extérieur : l'art et la vie, cette dernière étant entrelacée d'un réseau dense de personnages et d'histoires, de politique, d'histoire et de culture ; une narration fragmentée, parfois évoquée seulement par allusion, souvent insaisissable mais très présente. Les scènes d'intérieur, en revanche, sont un autre monde, un rêve d'artiste reconstitué dans la perfection des couleurs et des formes sous les lumières du studio, pour recréer des tableaux vivants à la frontière entre le cinéma et la peinture classique : Rembrandt, Le Greco. Ingres, Watteau et, surtout, Delacroix et Goya avec deux tableaux chacun : des figurants comme des corps lumineux, presque entièrement statiques et sans don de parole, tandis que le commentaire sonore est laissé à une musique solennelle, souvent liturgique : Dvořák et Fauré, mais aussi Mozart, ce dernier étant particulièrement privilégié par Godard. L'opposition dialectique entre les scènes d'extérieur et d'intérieur est évidente dans le produit final ; d'une part, il y a le domaine de la confusion : des dialogues qui se chevauchent et sont parfois incompréhensibles, des voix asynchrones, des mouvements brusques et des gags de film presque comiques ; d'autre part, il y a le décor avec ses éclairages violents et nets, ses couleurs impeccables, sa musique classique et son décor grandiose. Pour une telle poétique de la lumière, non seulement dans les studios de Billancourt mais aussi dans les autres intérieurs (un point de lumière artificielle apparaît dans presque chaque plan), Godard ne pouvait que faire appel à son photographe Raoul Coutard après 14 ans de séparation. Coutard arrive cependant sur le plateau après que le réalisateur ait tenté d'engager Vittorio Storaro, le chef opérateur qui travaillait alors avec Coppola ; la dernière fois qu'il a tourné avec Coutard remonte à 1967, depuis lors ils sont divisés principalement pour des points de vue politiques complètement opposés : le photographe se consacre en effet à des films sur la nostalgie de la France coloniale et s'entoure de machinistes vétérans de la guerre d'Indochine.

Le Bain turc d'Ingres.

Ce conflit interne/externe, staticité/dynamisme est également perçu dans le déroulement de l'intrigue ; dans le film que Jerzy est en train de réaliser, il y a des acteurs et des figurants, mais il n'y a pas d'histoire, alors est-ce du cinéma ou autre chose ? « Au cinéma, il n'y a pas de lois, c'est pour cela que les gens l'aiment encore », dit Jerzy ; « Les histoires doivent être vécues, avant d'être inventées. Tu crois qu'elles tombent du ciel, tes histoires à la con ? ». D'un certain point de vue, Passion est un film épique historique, comme les grands péplums bibliques ou les films de cape et d'épée hollywoodiens, mais un film épique sans histoire ; ou plutôt, un film dans lequel l'histoire se crée inévitablement au fur et à mesure qu'elle est filmée, et en fait, par rapport au film godardien typique, celui-ci est dense en entrelacements et en liens narratifs, il n'y a pas de personnage qui ne soit pas en relation avec un autre.
Les deux ensembles d'images, l'intérieur et la vie réelle à l'extérieur, semblent très différents, deux mondes esthétiquement irréconciliables. Pourtant, les éléments essentiels du cinéma sont tous là, et extrêmement bien soignés : lumière, son, image ; il s'agit de construire par le montage des relations de contenu entre l'art (les tableaux) et la vie, entre les croisés de Constantinople et les policiers de l'usine pendant la grève, entre le navire voguant vers Cythère et l'avion en vol, entre les visages de Goya et les gros plans sur Hanna Schygulla, entre les odalisques d'Ingres et de Delacroix et les nus de Myriem Roussel, qui n'ont rien à envier à la peinture classique. Dans ce film, Godard ne se limite pas à montrer des tableaux, comme il l'a fait depuis le début et comme il le fera encore plus tard : il devient enfin le peintre qu'il a toujours voulu être ; et c'est peut-être le moment de sa maturité artistique : après les années de la déconstruction du cinéma, les années du groupe Dziga Vertov qui représentent sa période d'avant-garde artistique, Godard découvre que le classicisme et la perfection sont possibles tout en évitant d'aller travailler à Hollywood.

« Il faut parfois filmer l'émotion, faire un plein d’émotion pure. Il n’y a que la peinture ou la musique qui permettent cela »

— Jean-Luc Godard
Passion est exactement cela : un film peint, un film réalisé par un peintre, une matérialisation de l'émotion.